# Wiktor Mazurowski
Wiktor Mazurowski (ros. Виктор Викентьевич Мазуровский, ur. 1859 w Warszawie, zm. 7 sierpnia 1944 tamże) – polski malarz batalista.

## Życiorys
Urodził się w 1859 w Warszawie jako syn Wincentego Mazurowskiego, strażnika więziennego, i warszawskiej aktorki Józefy z Pogorzelskich. Początkowo uczył się w Warszawskiej Klasie Rysunkowej u Wojciecha Gersona. Następnie, od 1879 w petersburskiej Akademii Sztuk Pięknych (między innymi u Bogdana Willewalde), ukończonej w 1888. Studiował i przyjaźnił się z malarzami Kazimierzem Mordasewiczem i Stefanem Bakałowiczem. Uzyskał wielki złoty medal wraz z tytułem „kłassnyj chudożnik” I stopnia (1888) za obraz Atak oddziału kawalerii Czerkiesów na dom we wsi Bela podczas wojny rosyjsko-tureckiej w 1877 roku, oraz roczne stypendium które umożliwiło mu odbycie podróży artystycznej po Europie – zwiedził Paryż, Monachium, Włochy, Hiszpanię i kraje skandynawskie. Po powrocie do Rosji w latach 1890–1893 zwracał koszt stypendium udając się do różnych jednostek Cesarskiej Armii Rosyjskiej, studiując oraz dokumentując życie codzienne wojska i jego obyczaje. Podczas wojny rosyjsko-japońskiej znajdował się przy oddziałach frontowych, ilustrując walki wojsk rosyjskich (cykl „z wojny japońskiej”). Tematyce wojny i rewolucji (1905–1907) poświęcił około 70 kompozycji. 
W 1907 był jednym z założycieli Polskiego Towarzystwa Sztuk Pięknych w Petersburgu. W 1911 ożenił się z Jadwigą Iwanowską-Zaleską (secundo voto Zaleską-Mazurowską). Podczas I wojny światowej towarzyszył walczącym oddziałom rosyjskim, utrwalając w wielu szkicach epizody frontowe. Do cyklu poświęconego wydarzeniom wojny (1914–1917) należą obrazy Piechota rosyjska w 1914 roku i Atak Dzikiej Dywizji na piechotę austriacką w 1915 roku. Po rewolucji lutowej (1917) osiadł w Piotrogrodzie. W latach rządów bolszewików był kustoszem i malarzem tamtejszego Muzeum Wojska. Wojnie polsko-bolszewickiej poświęcił kilka obrazów (między innymi Szarża ułanów). 
W 1924 powrócił jako repatriant do Polski; w tym samym roku miał wystawę w Zachęcie. Nieco później, w 1927 wyjechał na stałe do Rzymu, gdzie mieszkał i tworzył do 1939. Od 1936 był tam członkiem Polskiej Organizacji Artystów Plastyków „Kapitol”.
Zginął w czasie powstania warszawskiego, gdy 7 sierpnia 1944 podczas tak zwanej pacyfikacji Ochoty został w wieku 85 lat zamordowany strzałem w głowę przez żołnierzy z oddziału SS RONA (to jest przez Rosjan, byłych żołnierzy Armii Czerwonej) pod budynkiem przy ulicy Filtrowej 83, ponieważ nie nadążał za kolumną ludności cywilnej pędzonej w stronę „Zieleniaka” (dzisiejsze hale Banacha). Zastrzelona została wówczas także jego żona, pianistka Jadwiga Zaleska-Mazurowska. 

## Twórczość
Zajmowała go przede wszystkim tematyka batalistyczna, malował też jednak portrety i sceny rodzajowe. Twórczość jego wyróżniają obrazy batalistyczne o tematyce historycznej, a także przedstawienia parad i uroczystości wojskowych. W Rosji rozgłos i uznanie przyniosły mu sceny z wojny rosyjsko-tureckiej (1877–1878). Później w swoich akademickich pracach historycznych nawiązywał do innych wydarzeń historycznych: czasów Piotra I, wojny północnej i wojny z Napoleonem (Siemionowcy pod Lesną, Bohaterski czyn lejbgwardii pod Borodino w 1812 roku, Pożar Moskwy w 1812 roku). Cykl obrazów związanych z wojną rosyjsko-japońską był wystawiony w Petersburgu w 1907, a następnie pokazany na życzenie Mikołaja II w Carskim Siole i częściowo zakupiony przez cesarza. Na cesarskie zamówienie wykonał również dekorację malarską „serwisu historycznego” wykonanego w 1907 w Cesarskiej Fabryce Porcelany w Petersburgu. Malował również sceny myśliwskie i weduty miejskie. W późniejszym okresie w Rzymie specjalizował się w malarstwie portretowym, malował też sceny rodzajowe. Swe prace wystawiał w Petersburgu na Newskim Prospekcie, w Rydze, Towarzystwie Zachęty Sztuk Pięknych w Warszawie, we Lwowie i Krakowie oraz Rzymie. 
Obecnie znaczna część jego dorobku jest własnością muzeów rosyjskich, przede wszystkim Państwowego Muzeum Rosyjskiego w Petersburgu oraz Galerii Tretiakowskiej i Muzeum panoramy bitwy pod Borodino w Moskwie; należą do nich między innymi Odwrót Napoleona spod Moskwy, Modlitwa o śmierć. W Polsce jego nieliczne obrazy znajdują się w zbiorach prywatnych. 

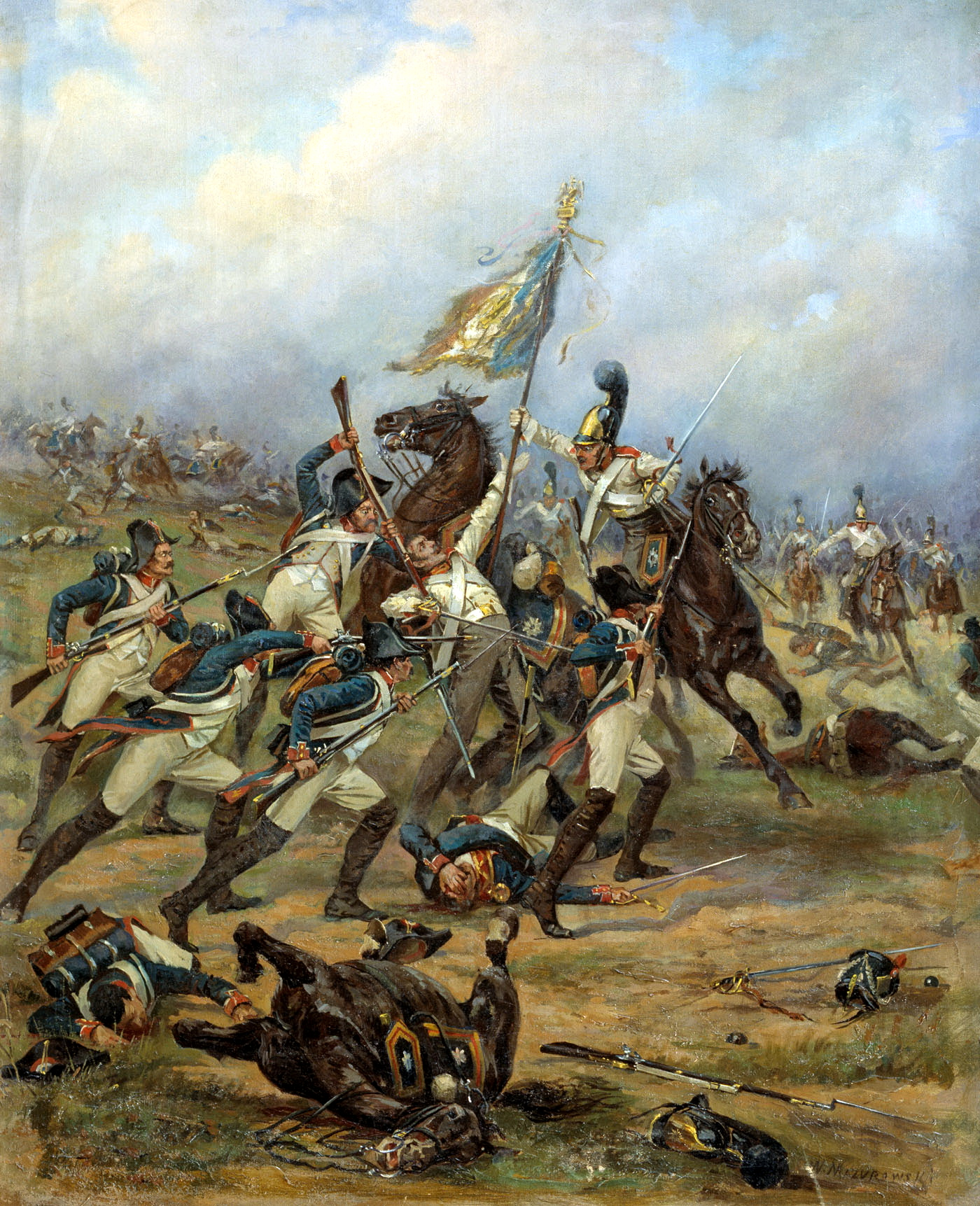
Walka o sztandar pod Austerlitz
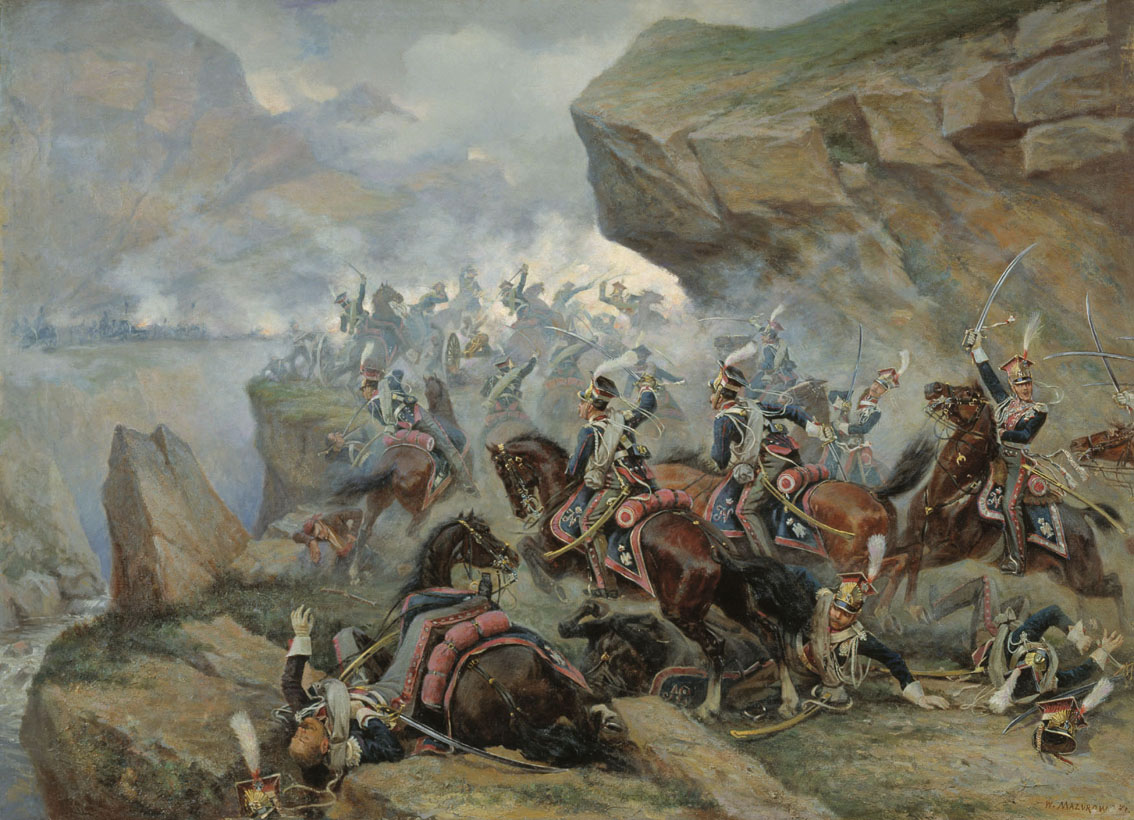
Szarża szwoleżerów pod Somosierrą
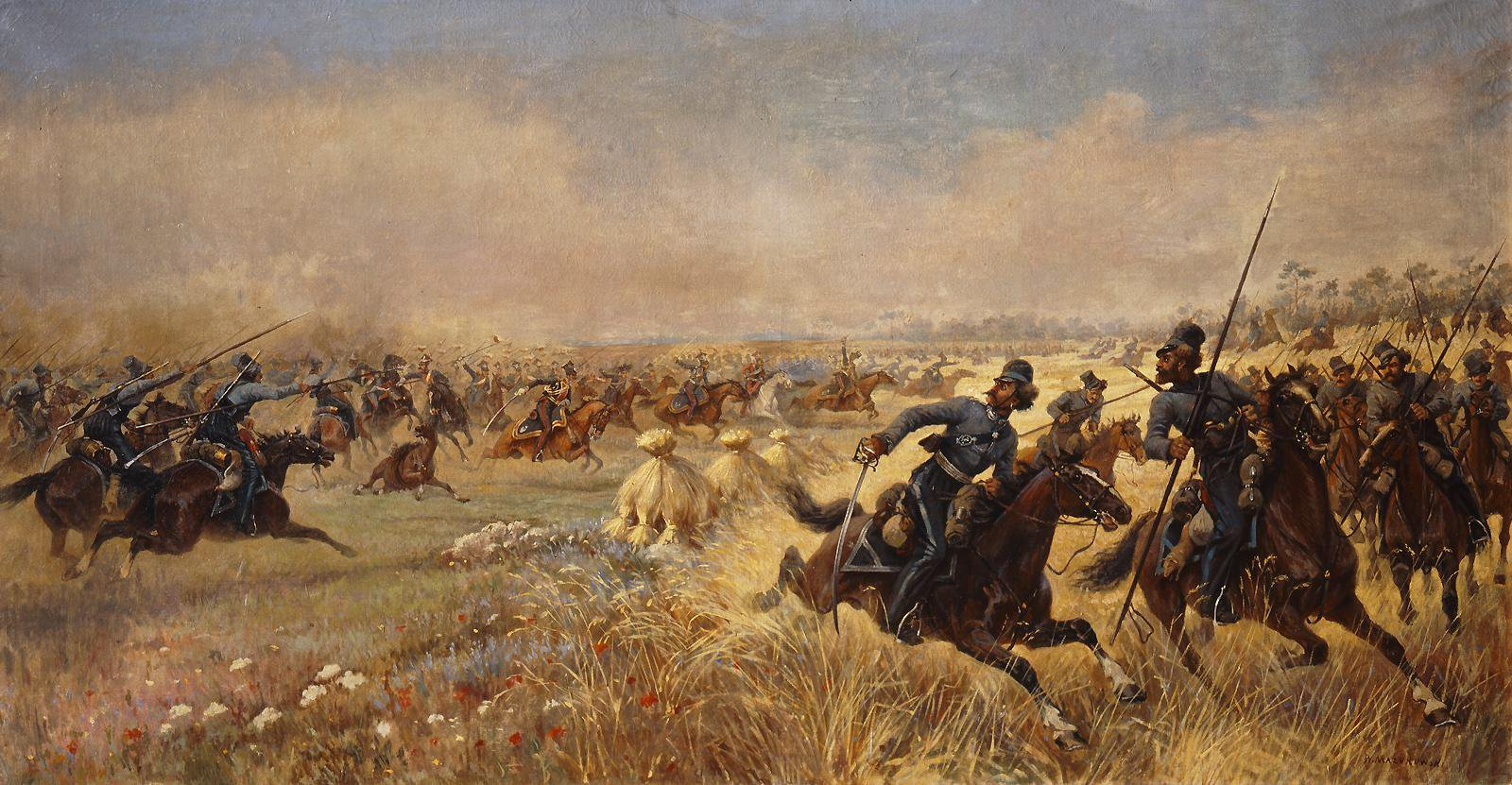
Atak polskich ułanów na kozaków Płatowa pod Mirem
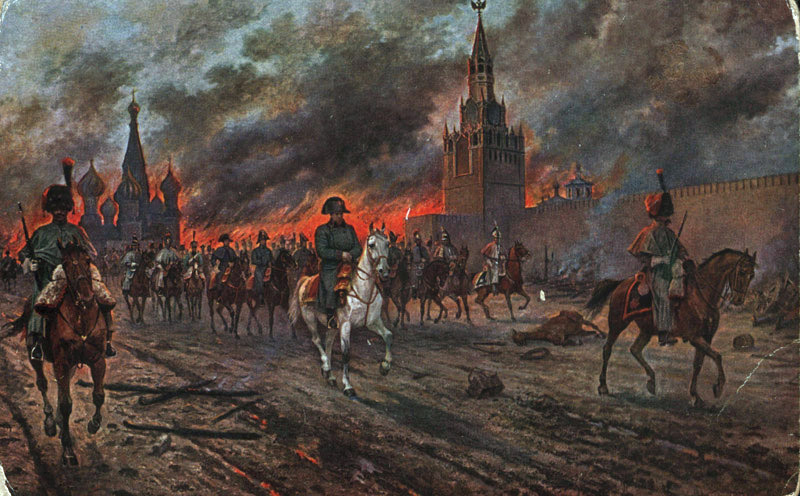
Napoleon opuszczający płonącą Moskwę
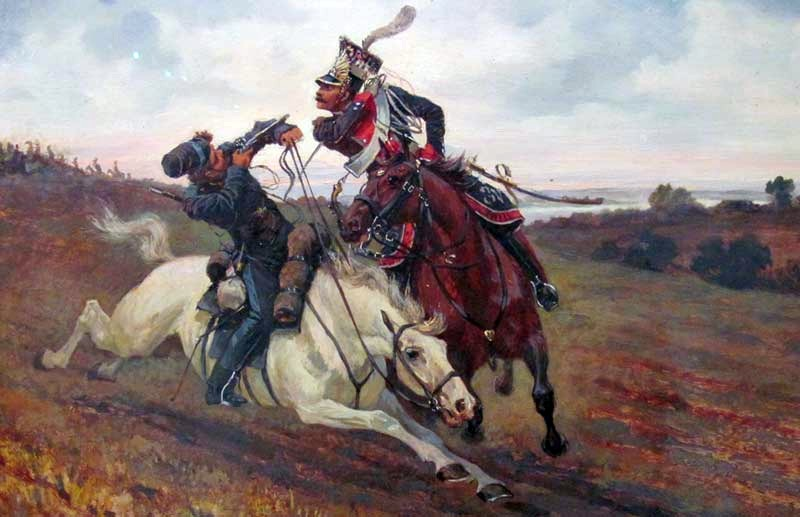
Kto kogo?
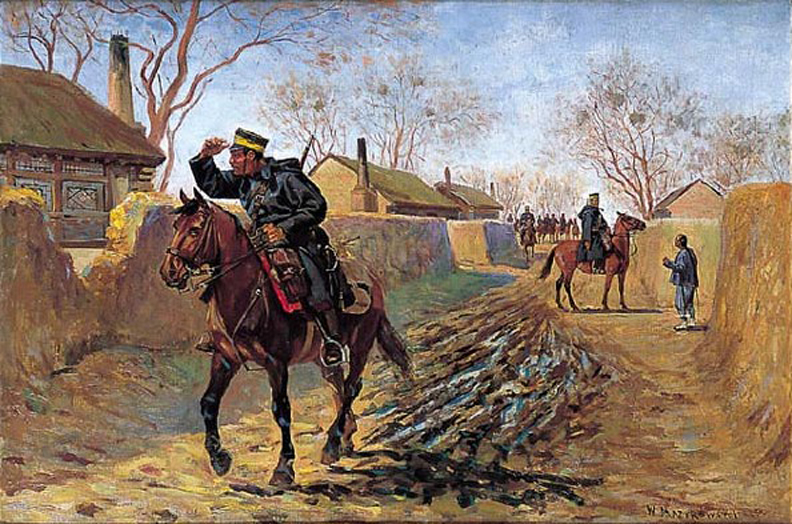
Zwiad kawaleryjski (epizod z wojny rosyjsko-japońskiej)